# Силвиа Ђогани
Силвиа Ђогани (Кјети, 13. мај 1989) је српска певачица и глумица. Ћерка је Ђолета Ђоганија и Слађе Делибашић.

## Биографија
Рођена је 13. маја 1989. године у граду Кјети у Италији. Музиком и глумом почиње да се бави од своје основне школе. Школу глуме је завршила код Ненада Ненадовића. Глумила је главну женску улогу у представи ”Путујуће позориште Шопаловић” у Театру Вук. Прву филмску улогу остварила је у другом делу филма Зона Замфирова ”Врати се Зоне”.
Прву песму Уникат, објавила је 2011. године у дуету са својом мајком Слађом Делибашић. Након тога издаје још два дуета, Што да не са Савом Перовићем и Крај ње са Ди-џеј Крмком. После дуже паузе због порођаја, на сцену се вратила 2021. треп дуетом Твој поглед са Глигом и Пантером. Песма је за кратко време достигла преко 200.000 прегледа на сајту YouTube. Исте године издаје прву соло песму Воли ме још ову ноћ, за коју је снимила високобуџетни провокативни спот у којем плеше око шипке. Песма је обрада истоимене нумере групе Ђогани фантастико из 1996. године. 25. септембра 2023. Силвиа објављује дуго очекивани спот и песму под називом "Мили”.
Обожава духовну музику, певала је у црквеном хору дуги низ година. Игра разне врсте плесова, као што су салса, хип-хоп и pole dance.

## Дискографија

### Синглови
- Мили (2023)
- Воли ме још ову ноћ (2021)
- Твој поглед (дует са Глигом и Пантером) (2021)
- Крај ње (дует са Ди-џеј Крмkom) (2013)
- Што да не (дует са Савом Перовићем) (2012)
- Уникат (дует са Слађом Делибашић) (2011)

## Видеографија
Спотови
| Песма               | Година | Редитељ          |
| ------------------- | ------ | ---------------- |
| Мили                | 2023.  | HM media         |
| Воли ме још ову ноћ | 2021.  |                  |
| Твој поглед         | 2021.  |                  |
| Крај ње             | 2013.  | Владимир Талијан |
| Што да не           | 2012.  | xVisual          |
| Уникат              | 2011.  | Мигавци          |

## Филмографија
| Филм          | Година | Улога             |
| ------------- | ------ | ----------------- |
| Врати се Зоне | 2017.  | Трбушна плесачица |